# Fiscalía de Castilla y León
La Fiscalía de Castilla y León o Fiscalía Superior de Castilla y León es el órgano del poder judicial que ejerce la jefatura y representación del Ministerio Fiscal en la comunidad autónoma de Castilla y León (España). Tiene su sede en Burgos.

## Historia
La Fiscalía de Castilla y León fue creada por el Real Decreto 1754/2007, de 28 de diciembre (BOE de 31 de diciembre de 2007), siendo su antecedente más directo la Fiscalía del Tribunal Superior de Justicia de Castilla y León, que estaba dirigida por el fiscal jefe de la comunidad.

## Fiscal superior
La Fiscalía de Castilla y León está dirigida por el fiscal superior de Castilla y León, quien asume la representación y jefatura del Ministerio Fiscal en todo el territorio de la comunidad autónoma, sin perjuicio de las competencias que corresponden al fiscal general del Estado. Desde 2020 desempeña el cargo Santiago Mena Cerdá.

## Sede
La Fiscalía de Castilla y León, máximo órgano del Ministerio Fiscal en la comunidad autónoma, tiene su sede en Burgos, en el Palacio de Justicia del paseo de la Audiencia ubicado en el centro histórico de la capital. Dispone de una sección territorial en Valladolid.